# Абдул-Хамид Каттани (мечеть)
Мечеть Абдул-Хамида Каттани (каз. Абдул-Хамид Қаттани атындағы мешіт) — крупнейшая мечеть города Шымкент и одна из крупнейших мечетей Казахстана.

## Описание
Данная мечеть является хорошим примером того, что была построена по выплате закята одного верующего человека. Строительство данной мечети началось в 1995 году и завершено в 1997 году при спонсорской поддержке жителя деревни Каттани Саудовской Аравии Абдул Хамид Қаттани. С тех времен мечети было присвоено имя данного милосердного человека.

## Характеристика
Позолоченный нержавеющий металл купола разукрашен как «чешуя рыбы». С внутренней стороны купола написана сура «Фатиха», а также нарисована михраб мечети.  А на михрабе написан аят «Аль-Курси».
Здесь функционируют специальные библиотеки и лекционные аудитории.  Помимо этого, еще открыта комната «терпения» для оказания духовной помощи для переутомленных людей.